# Temple de la renommée du hockey tchèque

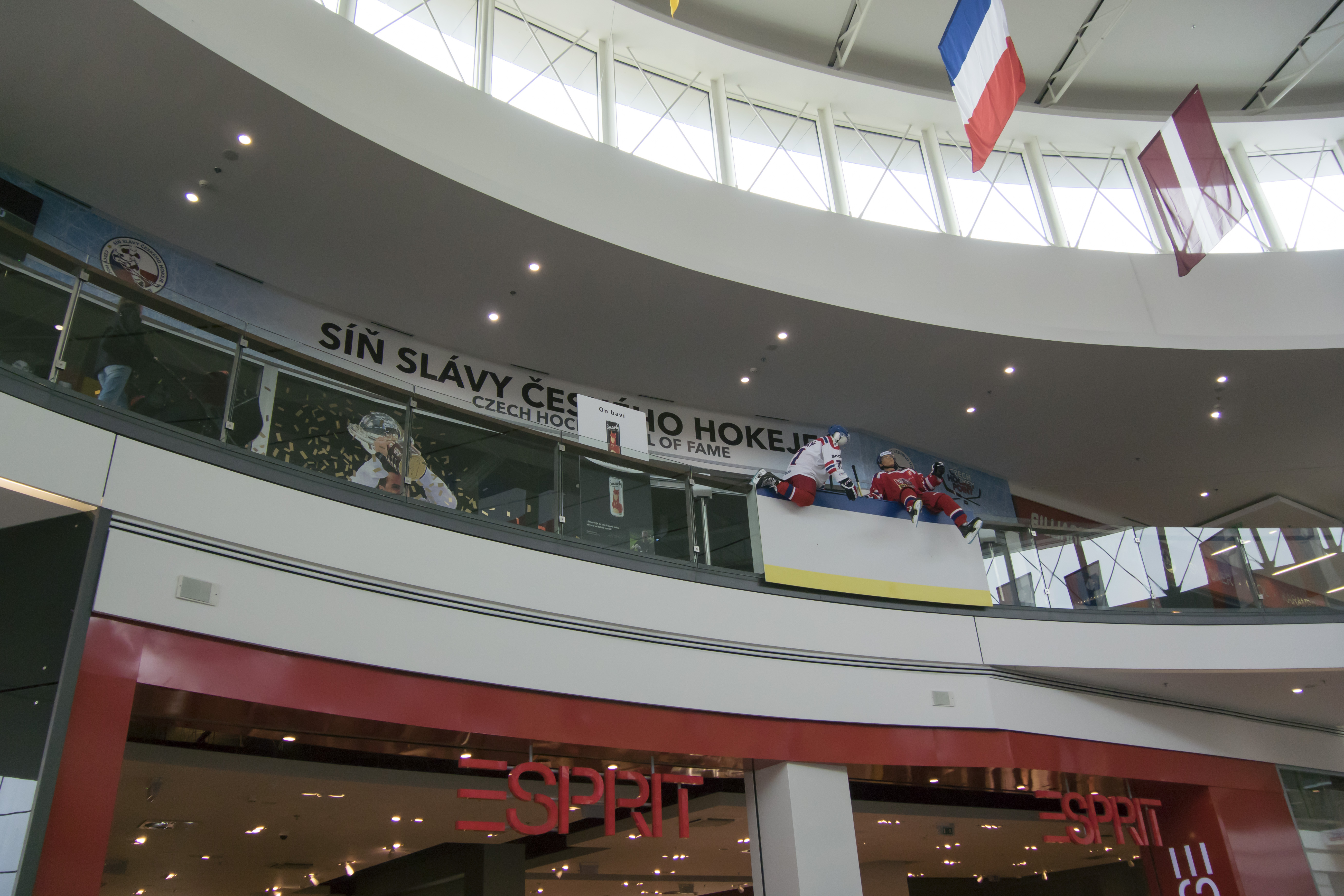
Temple de la renommée

Le temple de la renommée du hockey tchèque a été créé en 2004, quelques jours avant le championnat du monde joué à Prague et à Ostrava. Le temple de la renommée est alors créé dans la Sazka Arena, patinoire de Prague dans laquelle évolue en temps normal le HC Slavia Prague.

## Membres du temple
Entre 1908 et 2008, 41 personnalités ont été désignées en tant que membre du temple de la renommée.

### De 1908 à 1945
- Josef Maleček
- Jan Peka
- Ladislav Troják
- Josef Šroubek
- Jiří Tožička (entraîneur)

### De 1946 à 1969
- Augustin Bubník
- Vlastimil Bubník
- Josef Černý
- Stanislav Konopásek
- Bohumil Modrý
- Václav Roziňák
- Vladimír Zábrodský
- Vladimír Bouzek (entraîneur)
- Karel Gut (joueur, entraîneur)
- Miroslav Šubrt (dirigeant)
- Mike Buckna (entraîneur)

### De 1970 à 1992
- Jiří Holeček
- Jiří Holík
- Oldřich Machač
- Vladimír Martinec
- Václav Nedomanský
- Milan Nový
- František Pospíšil
- Vladimír Růžička
- Jan Suchý
- Vladimír Kostka (entraîneur, dirigeant)
- Jaroslav Pitner (entraîneur)
- Zdeněk Andršt (dirigeant)

### De 1993 à 2008
- Jiří Dopita
- Dominik Hašek
- Jaromír Jágr
- František Kaberle
- Pavel Patera
- Martin Procházka
- Robert Reichel
- Martin Straka
- David Výborný
- Ivan Hlinka (joueur, entraîneur)
- Josef Augusta (joueur, entraîneur)
- Stanislav Neveselý (entraîneur)
- Luděk Bukač (entraîneur)

### Promotion 2009
- Jaroslav Holík
- Vladimír Kobranov
- Jaroslav Pouzar
- František Vaněk
- Rudolf Baťa (arbitre)

### Promotion 2010
En 2010, le temple de la renommée accueille 50 nouvelles personnalités :
- Stanislav Bacílek
- Jiří Bubla
- Jaromír Citta (officiel)
- František Černík
- Bronislav Danda
- Jaroslav Drobný
- Miroslav Dvořák
- Vladimír Dzurilla
- Bohuslav Ebermann
- Richard Farda
- Jozef Golonka
- Josef Gruss
- Josef Horešovský
- Ladislav Horský (entraîneur)
- Miloslav Hořava
- Jiří Hrdina
- Karel Hromádka
- Milan Chalupa
- Miloslav Charouzd
- Jaroslav Jirkovský
- Jaroslav Jiřík
- František Kaberle senior
- Milan Kajkl
- Jan Kasper
- Jan Klapáč
- Jiří Kochta
- Jiří Králík
- Oldřich Kučera
- Jiří Lála
- Josef Laufer (officiel)
- Vincent Lukáč
- Josef Mikoláš
- Vladimír Nadrchal
- Eduard Novák
- Jiří Novák
- František Pácalt
- Jan Palouš
- Václav Pantůček
- Miloslav Pokorný
- Rudolf Potsch
- Emil Procházka (officiel)
- Jaroslav Pušbauer
- Pavel Richter
- Jaroslav Řezáč (officiel)
- Ján Starší
- Karel Stibor
- Jiří Šejba
- Bohuslav Šťastný
- Marián Šťastný
- Peter Šťastný
- Vilibald Šťovík
- František Tikal
- Josef Trousílek
- Otakar Vindyš
- Miroslav Vlach

### Promotion 2011
- Miroslav Kluc
- Vlastimil Sýkora (entraîneur)
- Jan Marek
- Karel Rachůnek
- Josef Vašíček

### Promotion 2012
- František Kučera
- Antonín Stavjaňa
- František Vacovský
- Pavel Wohl (entraîneur)

### Promotion 2013
- Bohumil Prošek
- Arnold Kadlec
- Bedřich Ščerban
- Josef Dovalil (officiel)

### Promotion 2014
- Jan Havel
- František Ševčík
- Ladislav Šmíd st.
- Luděk Brábník (entraîneur, journaliste, commentateur)

### Promotion 2015
- Jan Hrbatý
- Jiří Kučera
- Robert Lang
- Pavel Křížek (masseur)

### Promotion 2016
- Quido Adamec (arbitre)
- Vladimír Bednář
- Josef Paleček
- Jaroslav Špaček

### Promotion 2017
- Jaroslav Benák
- Luděk Čajka
- Stanislav Prýl
- Otto Trefný (docteur)

### Promotion 22.1.2019
- Roman Hamrlík
- Martin Ručinský
- Oldřich Válek
- Zdeněk Uher (entraîneur)

### Promotion 12.12.2019
- Milan Hejduk
- Jiří Šlégr
- Radoslav Svoboda
- Miroslav Martínek (masseur)